# 64 Pułk Piechoty (austro-węgierski)
Węgierski Pułk Piechoty Nr 64 (niem. Ungarisches Infanterieregiment Nr. 64) – pułk piechoty cesarskiej i królewskiej Armii. 

## Historia pułku
Pułk kontynuował tradycje pułku utworzonego w 1860 roku. 
Okręg uzupełnień nr 64 Szászváros na terytorium 12 Korpusu.
Kolejnymi szefami pułku byli:
- 1860–1900 – Carl Alexander Großherzog von Sachsen-Weimar-Eisenach,
- 1903–1910 – Freiherr von Mertens,
- generał piechoty Moritz Auffenberg (od 1910).

Kolory pułkowe:  pomarańczowy (orangegelb), guziki złote.
Skład narodowościowy w 1914 roku 86% – Rumunii.
W 1900 roku pułk stacjonował w Wiedniu z wyjątkiem 2. batalionu w Szászvárosu.
W 1903 roku komenda pułku razem z 2. i 3. batalionem stacjonowała w Marosvásárhely, 1. batalion w Slovenskich Kojnicach, a 4. batalion w Szászvárosu.
W latach 1904–1909 komenda pułku razem z 1. i 3. batalionem stacjonowała w Marosvásárhely, 2. batalion w latach 1904–1907 w Slovenskich Konjicach, a w latach 1908–1909 w Trebinjach, natomiast 4. batalion w Szászvárosu.
W latach 1910–1914 komenda pułku razem z 1. i 2. batalionem stacjonowała w Szászvárosu, 3. batalion w Trebinjach, a 4. batalion w Abrudbányi. Pułk wchodził w skład 16 Dywizji Piechoty.
W czasie I wojny światowej pułk walczył z Rosjanami w Królestwie kongresowym w maju 1915 roku, w okolicach Końskich.

## Komendanci pułku
- 1895 – płk Adolph Pisačić de Hiżanoves
- 1900 – płk Bernhard Edl. v. Baldass
- 1903–1906 – płk Ludwig Arendt
- 1907–1910 – płk Jenakie John
- 1911–1913 – płk Josef Lieb
- 1914 – płk Johann Zivanovic